# Кёбан, Рита
Ри́та Кёбан (венг. Kőbán Rita, иногда употребляется неправильная транскрипция Кобан; 10 апреля 1965, Будапешт) — венгерская спортсменка, гребец, специалист в гребле на байдарке. Двукратная олимпийская чемпионка, обладательница 6 олимпийских медалей, которые она завоёвывала на 4 различных Играх. 9-кратная чемпионка мира, обладательница 26 медалей мировых первенств.
Родилась 10 апреля 1965 года в Будапеште. Соревновалась с 1977 года, с 1982 года выступала за клуб Чепель. Взрослую международную карьеру начала в 1985 году, первым успехом стали серебряная и бронзовая медаль на чемпионате мира в Мехелене 1985 года. Пиком карьеры спортсменки стали две золотые медали на Олимпийских играх в Барселоне в 1992 году на дистанции байдарка-четвёрка 500 м и в Атланте в 1996 году на дистанции байдарка-одиночка 500 м.
Рита Кёбан весьма успешно выступала на чемпионатах мира, всего она завоевала на них 26 медалей, из которых 9 золотых, 10 серебряных и 7 бронзовых. После Игр в Сиднее в 2000 году, на которых она выиграла серебряную медаль, ставшую шестой в её олимпийской коллекции, завершила карьеру.
Кавалер Командорского креста венгерского ордена Заслуг (1996).